# قضاء الموصل
قضاء الموصل، هو مركز محافظة نينوى وأكبر قضاء فيها. كما يعتبر من أكثر أقضية العراق سكانا.
من أهم مدن هذا القضاء:
- ناحية القيارة.
- ناحية الشورة.
- ناحية حمام العليل.
- ناحية بعشيقة
- المحلبية
- ناحية الحميدات

يقع في شمال العراق ويضم تركيبة عشائرية متنوعة.